# 다나베 히사오

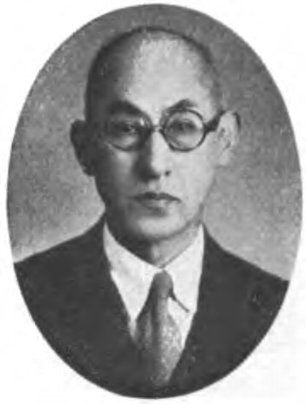
다나베 히사오의 모습

다나베 히사오(일본어: 田辺尚雄, 1883년 8월 16일 ~ 1984년 3월 5일)는 일본의 음악학자이자 문화공로자이다. 동양 음악을 연구하였다.

## 생애
1883년 도쿄에서 태어난 히사오는 제일고등학교를 다녔고, 도쿄 제국 대학 물리학과를 졸업한 후 프랑스의 선교사 노엘 페리로부터 작곡·음악 이론을 배웠으며, 대학원에서 음악심리학을 전공하였다.
1920년부터 쇼소인과 궁내성(현재의 궁내청)의 악기 연구 및 동양 음악 연구에 종사하였다. 1929년 제국학사원상을 수상하였다. 이후 도쿄 제국 대학, 도쿄 음악대학에서 교사로 재직하며 1936년 동양 음악 학회를 설립했으며, 전쟁 후에는 무사시노 음악대학의 교수로 재임했다. 1981년 문화공로자가 되었으며, 1983년 음악학의 업적에 대한 공로로 이름을 딴 다나베 히사오상이 만들어졌다. 1984년 3월 5일 사망하였다.